# Шевня-Дольна
Шевня-Дольна (пол. Szewnia Dolna) — деревня в Замойском повете Люблинского воеводства Польши. Входит в состав гмины Адамув. Находится примерно в 13 км к юго-западу от центра повета, города Замосць.
По данным переписи 2011 года, в деревне проживало 374 человека.

## История
В 19 веке существовали две деревни с названием «Шевня»: Шевня-Горна и Шевня-Долна.
В 1564 году деревня была собственностью семейства Липски. В 18-м и 19-м веках деревня находилась в поместьях Адамовских графов Тарновских.
Согласно переписи 1827 года, в деревне было 60 домов и 384 жителей. В то время как перепись 1921 года показала 107 домов и 729 жителей, в том числе 11 евреев и до 256 украинцев.

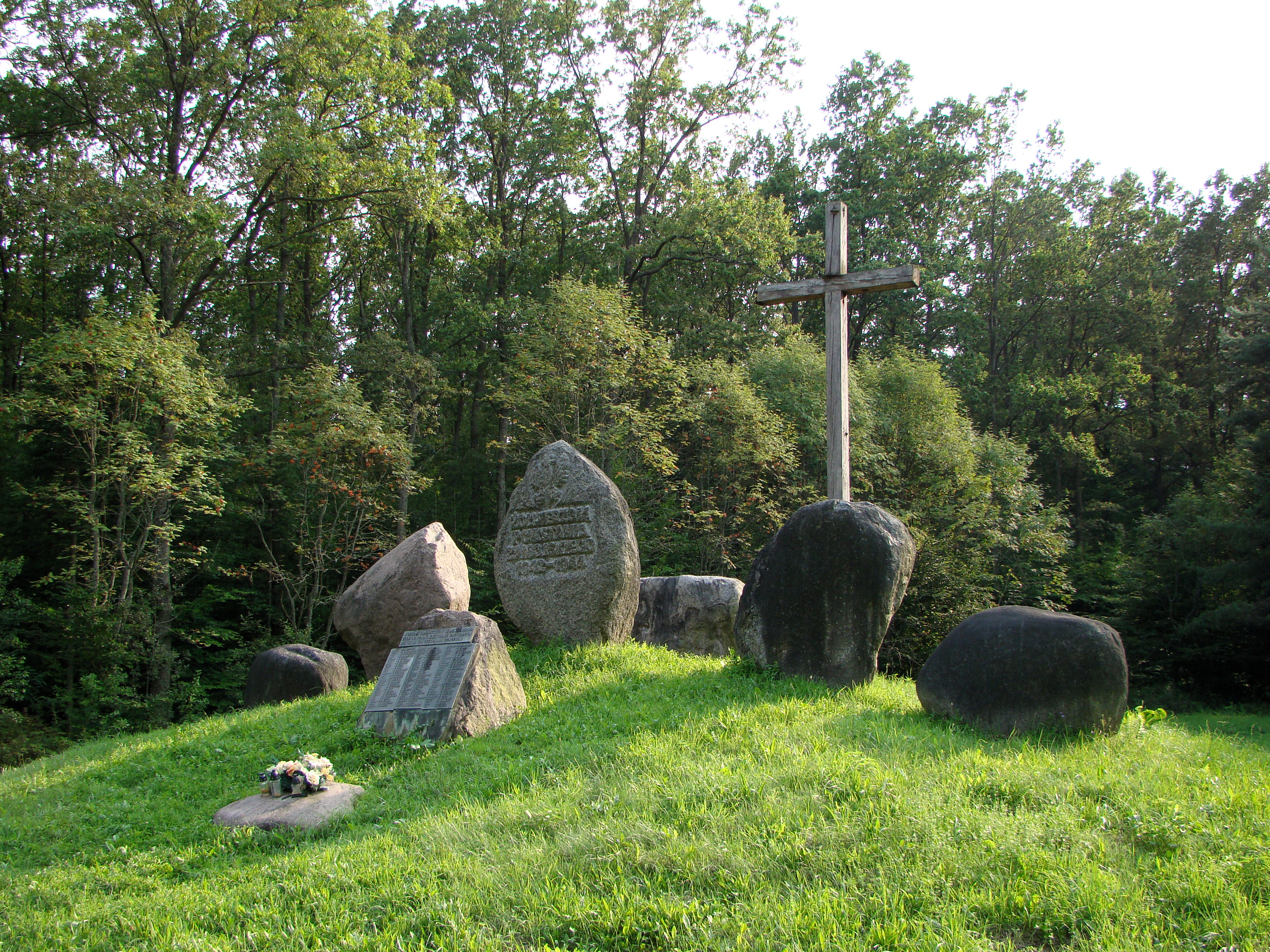
место памяти солдат Замойского восстания